# Téteriv
Téteriv (ukrainsk: Тетерів, tr. Téteriv) er en biflod til Dnepr i Zjytomyr og Kyiv oblast i Ukraine. Téteriv er 365 km lang og har et afvandingsareal på 15.100 km². Middelvandføringen er 18,4 m³/s 136 km fra udmundingen i Dnepr.

## Téterivs løb
Kilden til Téteriv er befinder på det podolske højlands skråninger nær landsbyen Nosivky (Tjudnivskij rajon, Zjytomyr oblast). Ovenfor Radomysjl er Téterivs løb hurtigt med strømfald og små vandfald. Nederst løber floden langsommere.

## Bifloder
Téteriv har et antal bifloder, de vigtigste er:
| Venstre biflod  | længde (km) | afvandingsområde            | Højre biflod | længde (km) | afvandingsområde                 |
| --------------- | ----------- | --------------------------- | ------------ | ----------- | -------------------------------- |
| Lisova Kamjanka | 32          | Zjytomyr oblast             | Hnylopjat    | 99          | Vinnitsja oblast Zjytomyr oblast |
| Irsha           | 136         | Zjytomyr oblast Kyiv oblast | Hujva        | 97          | Vinnitsja oblast Zjytomyr oblast |
|                 |             |                             | Zdvizj       | 145         | Zjytomyr oblast Kyiv oblast      |

## Kommercielt anvendelse af Téteriv
Den nederste del af Téteriv er sejlbar, ligesom der er anlagt et mindre vandkraftværk.

### Byer ved Téteriv
| Zjytomyr oblast - Zjytomyr (269.942) - Korostysjiv (25.735) - Radomysjl (15.003) |